# The Gentleman from Indiana
The Gentleman from Indiana is een Amerikaanse dramafilm uit 1915 en was het regiedebuut van Frank Lloyd. Het scenario is gebaseerd op de gelijknamige roman uit 1899 van de Amerikaanse auteur Booth Tarkington.

## Verhaal
De succesvolle atleet John Harkless wil zich in de politiek van Indiana begeven. Hij koopt een verliesgevende krant op en hij maakt daarvan gebruik om misdaad- en corruptieschandalen bloot te leggen. Op een avond wordt hij op weg naar huis aangevallen door een misdaadbende, die hem voor dood achterlaat. Het gerucht gaat dat John vermoord is en om zijn dood te wreken houdt een groep medestanders een klopjacht om de daders te vatten. Terwijl John in het ziekenhuis ligt, neemt zijn vriendin Helen het beheer van de krant over. Ze bedenkt een manier om hem de verkiezingen te laten winnen.

## Rolverdeling
| Acteur            | Personage           |
| ----------------- | ------------------- |
| Dustin Farnum     | John Harkless       |
| Winifred Kingston | Helen Sherwood      |
| Herbert Standing  | Joe Fisbee          |
| Page Peters       | Lige Willets        |
| Howard Davies     | Rodney McCune       |
| Juan de la Cruz   | Tom Meredith        |
| Joe Ray           | Skillett            |
| Elsie Cort        | Liefje van Skillett |
| C. Norman Hammond | Rechter Briscoe     |
| Helen Jerome Eddy |                     |